# NOT ALONE
「NOT ALONE」（ノット アローン）は、knotlampの3枚目の自主制作盤マキシシングルである。

## 収録内容
CD
1. NOT ALONE
2. ADVANCE SONG
3. 夜が明けるまでに